# 金星2B號
蘇聯第四臺嘗試探測金星之探測器。金星2B號在西方又被稱為史潑尼克20號。為金星計劃的一員。經由閃電號運載火箭發射至低地球軌道，但末端節推進失敗，導致末端節與金星探測器未能進入高橢圓軌道，並於5天後，即1962年9月6日重返大氣層並燒毀。這艘探測器原本被美國海軍航太空司令部定名為史潑尼克24號，後來的史潑尼克24號為火星1A號。